# Annemarie Böll
Annemarie Böll, geb. Čech (* 23. Juni 1910 in Pilsen, Österreich-Ungarn, heute Plzeň, Tschechien; † 15. November 2004 in Langenbroich) war eine deutsche Übersetzerin und die Ehefrau des Schriftstellers und Literaturnobelpreisträgers Heinrich Böll. Sie war Mitbegründerin der nach ihm benannten Heinrich-Böll-Stiftung. 

## Leben

### Kindheit und Jugend (1910–1930)
Annemarie Böll wurde als Annemarie Čech in Pilsen geboren. Dort wuchs sie zweisprachig mit Tschechisch und Deutsch auf. Sie war das zweite Kind und einzige Tochter ihrer Eltern, der aus Köln stammenden Deutschen Stephanie Čech, geborene Hagen, und Eduard Čech, eines tschechischen Juristen bei den k.k. österreichischen Staatsbahnen in Pilsen. Stephanie Čech starb Weihnachten 1915 im Alter von 32 Jahren nach einer Fehlgeburt, Eduard Čech nur wenige Monate später mit 49 Jahren an einem Herzinfarkt. Während der jüngste Sohn Edi von der Familie des Vaters aufgenommen wurde, wuchsen Annemarie und ihr älterer Bruder Paul bei den Großeltern mütterlicherseits in Köln-Nippes auf. Nach dem Umzug nach Köln besuchte Annemarie die Schule des Ursula-Klosters bei St. Ursula und machte dort im Jahr 1930 ihr Abitur.

### Studium (1930–1933)
Im Jahr 1930 begann sie ein Studium der Fächer Deutsch und Englisch an der Universität in Köln, welches sie 1933 mit dem Kleinen Staatsexamen abschloss. Somit war sie für die Tätigkeit als Lehrerin an Mittelschulen qualifiziert. In dieser Zeit lernte sie auch Mechthild Böll, die Schwester ihres späteren Ehemanns, des Schriftstellers und Literaturnobelpreisträgers Heinrich Böll, kennen.

### Arbeit als Lehrerin (1933–1952)
Trotz zusätzlicher Ausbildung für den Unterricht an Volksschulen fand Annemarie aufgrund der damals schwierigen Arbeitsmarktsituation für Lehrkräfte keine Anstellung als Lehrerin in Deutschland. Deshalb zog sie nach England, wo sie in Upton eine Stelle als Aushilfslehrkraft in einer Klosterschule fand. Über ihre dortige Tätigkeit sagte sie später: 
„Ich wäre gern dageblieben, habe das auch versucht, aber da ich hier noch meine Großmutter hatte, für die ich Verantwortung empfand, bin ich wieder zurückgekehrt.“ – Annemarie Böll
Bis 1947 blieb Annemarie als Hausfrau zuhause, da die Realschule Severinswall, an der sie zuvor unterrichtet hatte, noch nicht wiederhergerichtet war. Im August 1947 nahm sie die Tätigkeit als verbeamtete Lehrerin in der notdürftig wiederhergerichteten Schule wieder auf. Das alleinige Einkommen Annemarie Bölls prägte die Familiensituation in den ersten Nachkriegsjahren. 1948 gab sie ihre Stelle als Lehrerin auf, da sie in den Mutterschutz ging. Im Gespräch mit Dieter Kühn resümierte sie lachend: „Ich war fehl am Platz in der Schule.“ Nach der Rückkehr nach Köln und weiteren Tätigkeiten an Schulen und in Kinderheimen wandte sich Annemarie endgültig ihrer Tätigkeit als freiberufliche Übersetzerin zu.

### Familienleben
1942 heiratete sie Heinrich Böll. 1945 wurde der Sohn Christoph geboren, der aber bald nach der Geburt starb. 1947 wurde ihr Sohn Raimund geboren, 1948 René und schließlich 1950 Vincent. In der Nachkriegszeit war Annemarie Böll für ihre Familie hauptverantwortlich. Heinrich Böll beschreibt in seinen Briefen die viele Arbeit, die Annemarie für die Familie erledigte. Einen großen Teil dieser Zeit verbrachte Annemarie damit, Lebensmittel zu organisieren und ihren Mann sowie die Kinder, die immer wieder abwechselnd erkrankten, zu pflegen. Annemarie Böll war beruflich und familiär stark eingespannt und dadurch belastet.
Bis 1948 lebte die Familie von Annemarie und Heinrich Böll in einer kleinen Zwei-Zimmer-Wohnung, welche sich im Haus der Familie von Heinrich in Köln befand. Nachdem die Verhältnisse in der kleinen Wohnung zu beengt geworden waren, suchte Annemarie 1952 ein neues Grundstück für den Bau eines Eigenheims in der Belvederestraße aus. Dieses bezog die Familie 1954. Des Weiteren plante und überwachte Annemarie Umbaumaßnahmen im Jahre 1966. Zugunsten dieser ließ sie ihre Tätigkeiten als Übersetzerin zeitweise ruhen.
Ab den 1970er Jahren beherbergte die Familie Böll regelmäßig Gäste, um die sich hauptsächlich Annemarie kümmerte.
Annemaries Leben war geprägt durch eine Vielzahl von Aufgaben im Privaten nebst ihren beruflichen Tätigkeiten als Lehrerin und Übersetzerin.
Annemarie Böll starb am 15. November 2004 im Alter von 94 Jahren.

## Tätigkeit als Übersetzerin
Schon in den frühen Vierzigerjahren des 20. Jahrhunderts zeigte Annemarie Böll, die ihren Beruf als Lehrerin wegen der Verpflegung ihrer Kinder aufgeben hatte, ein selbstständiges Interesse am Übersetzen englischer Werke ins Deutsche. Das Ehepaar Böll arbeitete zusammen an Übersetzungen, wobei Heinrich, dessen Englischkenntnisse nicht den Anforderungen an einen professionellen Übersetzer entsprachen, auf die fließenden Englischkenntnisse Annemaries angewiesen war. Über die gemeinsame Übersetzungsarbeit schrieb Heinrich Böll am 30. Juni 1956 an den Verleger Joseph Caspar Witsch: 
„Was die Übersetzungsarbeit betrifft […] ich mache sie ausgesprochen gern, es ist eine großartige Stilübung […]. Es ist eben nur quantitativ eine Mordsarbeit; doch ist es ja so, dass wirklich 90 % der Arbeit von meiner Frau allein getan worden.” – Heinrich Böll
1953 erschien die erste gemeinsame Übersetzung “Kein Name bei den Leuten” von Kay Cicellis. Sie erschien im Verlag Kiepenheuer & Witsch als eine Übersetzung von Annemarie und Heinrich Böll. 1964 bestätigte ihr Ehemann, dass Annemarie die alleinige Verfasserin dieser Übersetzung gewesen sei. Trotz der öffentlichen Zugeständnisse ihres Mannes wurde 1966 allein Heinrich Böll zum Ehrenmitglied des Verbandes deutscher Übersetzer ernannt.
Annemarie Böll übersetzte mehr als 70 Werke ins Deutsche. In den frühen Jahren von Heinrichs Schriftstellerkarriere stellte ihre Übersetzungsarbeit die Basis des gemeinsamen Familienunterhalts dar. Damit entlastete sie ihren Mann, der sich so ohne finanzielle Einschränkungen um seine literarische Karriere kümmern konnte. Zu den von ihr übersetzten Autoren gehören Brendan Behan, Flann O’Brien, George Bernard Shaw, Saul Bellow, O. Henry, Patrick White und Judith Kerr.

## Zusammenarbeit mit Heinrich Böll
Annemarie Böll hat Heinrich Böll in seinem literarischen Schaffen unterstützt und beeinflusst. Während des Zweiten Weltkriegs schrieb sich das junge Paar täglich mehrere Briefe, und Annemarie stiftete Heinrich zum Erzählen an; ihr schilderte er all seine Erlebnisse und sein Empfinden. Durch das Briefeschreiben mit Annemarie konnte Heinrich seinem Gefühl von völliger Unfreiheit, welches der Krieg und das Kasernenleben hervorriefen, entgegenwirken.
Als in der Nachkriegszeit Heinrich Bölls literarischer Erfolg trotz großem Arbeitseifer ausblieb, stärkte ihm Annemarie Böll den Rücken – nicht nur finanziell durch ihre Tätigkeit als Lehrerin, sondern auch emotional durch ihren Zuspruch und ihre Zuversicht. Sie bestärkte Heinrich Böll in seinen Plänen, als Schriftsteller zu arbeiten. Im September 1948 schrieb dieser: „Meine Frau hat allerlei zu tun, mich täglich vor völliger Verzweiflung zu bewahren.“
Annemarie Böll unterstützte ihren Ehemann auch auf praktische Weise. Sie übte sich im Schreibmaschineschreiben sowie in Stenographie und war Heinrich Bölls erste und wichtigste Leserin. Mit ihr besprach er all seine Texte, und Annemarie Böll ließ trotz der schwierigen Umstände keine literarischen Kompromisse zu. Die Kritik seiner Frau bezeichnete Heinrich Böll als „unfehlbar“.
Auch nach Heinrich Bölls Durchbruch als Schriftsteller bestand die Zusammenarbeit fort. Zum einen war Heinrich Annemarie bei ihren Übersetzungen behilflich, zum anderen arbeitete Annemarie weiterhin in Heinrichs Schreib- und Korrekturphasen mit. In Zusammenarbeit mit dem Verlagslektor Dieter Wellershoff dachte sich Annemarie Böll beispielsweise den Titel des 1971 erschienenen Romans Gruppenbild mit Dame aus. Immer wieder wurde ihre Arbeit jedoch nicht einmal mit der Erwähnung ihres Namens kenntlich gemacht.
Annemarie und Heinrich Böll pflegten viele Kontakte ins Ausland und reisten gern. Im August 1968 reiste das Ehepaar mit Sohn René in die damalige Tschechoslowakei, um sich ein Bild vom Prager Frühling zu machen. Allein 1975 und 1976 unternahm das Paar laut Heinrich Bölls Arbeitsbuch fünf Reisen: nach Dänemark, Griechenland, in die Niederlande, nach Frankreich, Portugal und in die Schweiz. 1979 reiste das Ehepaar nach Ecuador, das Heimatland ihrer Schwiegertöchter Carmen-Alicia und Teresa Böll, wo eine Art Familientreffen stattfand. Neben mehreren Reisen nach Russland war die Familie außerdem in Kontakt mit Freunden und Bekannten in der Sowjetunion, wobei Annemarie Böll die Korrespondenz pflegte und Hilfstätigkeiten organisierte und koordinierte. Zum Beispiel besorgte sie in den 1960er und 1970er Jahren erbetene Medikamente, Kleidung und weitere Gegenstände des täglichen Lebens für das befreundete Ehepaar Lew und Raja Kopelew. Der umfassende freundschaftliche Briefwechsel mit dem Ehepaar Kopelew ist von Seiten Annemaries durch Herzlichkeit und ständige Hilfsangebote geprägt.

## Gesellschaftliches Engagement
Annemarie Böll war nicht nur für ihre Übersetzungsarbeiten und als Ehefrau Heinrich Bölls bekannt, sondern trat auch immer wieder als politische Person in der Öffentlichkeit auf. Sie war in der Friedensbewegung aktiv und beteiligte sich unter anderem an der Blockade des Militärdepots in Mutlangen.
1972 bekannte sie sich öffentlich zur Wahl Willy Brandts, indem sie zusammen mit ihrem Ehemann den Flugzettel „Wir wählen Willy Brandt und unterstützen seinen Wahlkampf“ unterzeichnete.
Im Januar 1976 trat sie gemeinsam mit Heinrich Böll öffentlichkeitswirksam aus der Kirche aus. In einer gemeinsamen Erklärung begründet das Ehepaar Böll diesen Schritt mit institutioneller Kritik an der katholischen Kirche.
Des Weiteren war sie an der Gründung der Bibliothek Germania Judaica in Köln beteiligt, welche Ende der 1950er Jahre einen Beitrag gegen den ansteigenden Antisemitismus in Deutschland leisten sollte und bis heute eine der wichtigsten Bibliotheken für deutsch-jüdische Geschichte darstellt.

Stellungnahmen zur deutschen Vergangenheit waren Annemarie Böll sehr wichtig. Über die Familie Böll, sich selbst einschließend, sagte sie: 
„Alle waren entschiedene Hitler-Gegner und Kriegsgegner, wenn auch die Ansichten, wie man sich in den nun eingetretenen Katastrophen verhalten sollte, auseinander gingen. Alle kamen aus einem katholischen Milieu. Trotz häufiger Kritik an der Amtskirche und einem gelegentlichen Antiklerikalismus war der christliche Glaube doch eine Lebensgrundlage, die als Gegenpol zur nationalsozialistischen Ideologie empfunden wurde.“ – Annemarie Bölls Vorwort zu „Briefe aus dem Krieg“
Annemarie Böll fungierte außerdem zusammen mit ihrem Ehemann als Fluchthelferin für Kunstschaffende aus dem Ostblock.

## Nachlassverwaltung Heinrich Bölls und Stiftungs-/ Vereinsarbeit
In ihren letzten Jahren beteiligte sie sich an der Aufarbeitung des Nachlasses von Heinrich Böll. 1987 – zwei Jahre nach dem Tod ihres Mannes – war Annemarie Böll an der Gründung der nach ihm benannten Heinrich-Böll-Stiftung beteiligt, deren Entwicklung sie auch in den darauf folgenden Jahren begleitete.
Zudem war sie 1991–2001 Vorsitzende und Jurymitglied des Heinrich-Böll-Haus Langenbroich e. V., welcher politisch verfolgten Kunstschaffenden in einem ehemaligen Ferienhaus der Familie Böll Raum für ihre Arbeit ermöglicht. Dort war sie insbesondere mit der Entscheidung über die Vergabe von Stipendien betraut. Gerade in den ersten Jahren dieser Tätigkeit verbrachte sie je mehrere Sommerwochen zusammen mit den Stipendiaten im Heinrich-Böll-Haus, wo ihr ein eigener Trakt vorbehalten war.
In ihren letzten Lebensjahren transkribierte und edierte Annemarie Böll die – größtenteils an sie gerichteten – Briefe, die ihr Mann während des Krieges verfasst hatte. Sie bezeichnet diese als eine für sie persönlich „kostbare Hinterlassenschaft“ und allgemein als „wichtiges Zeitzeugnis“. Unter dem Titel „Briefe aus dem Krieg“ wurden sie 2001 von Jochen Schubert mit einem Vorwort von Annemarie Böll herausgegeben.
Die Neuedition der Heinrich-Böll-Werkausgabe im Rahmen der sogenannten Kölner Ausgabe, die von 2002 bis 2010 im Verlag Kiepenheuer & Witsch erschienen ist, begleitete und förderte sie, wobei sie die Veröffentlichung nur noch zum Teil miterlebte. Außerdem führte sie bis kurz vor ihrem Tod lange Gespräche mit Heinrich Bölls erstem Biographen Heinrich Vormweg. Die Mitherausgabe von „Der Engel schwieg“, einem der frühen Romane ihres Mannes, zählt ebenfalls zu einem der letzten Projekte Annemarie Bölls.

## Übersetzungen
zum Teil unter Mitarbeit von Heinrich Böll
- Brendan Behan
  - Der Mann von morgen früh, 1958/59 (Original: The Quare Fellow)
  - Die Geisel, 1958/59 (Original: The Hostage)
  - Der Spanner, 1966 (Original: The Scarperer)
  - Bekenntnisse eines irischen Rebellen, 1978 (Original: Confessions of an Irish Rebel)
- Kay Cicellis
  - Kein Name bei den Leuten, 1953 (Original: No Name in the Street)

- Susan Cooper
  - Wintersonnenwende, 1977 (Original: The Dark Is Rising)
  - Bevor die Flut kommt, 1984 (Original: Over Sea, Under Stone)
  - Greenwitch, 1985 (Original: Greenwitch)

- Charles Dickens
  - Ich – der Komödiant. Die Memoiren des Joseph Grimaldi, 1983 (Original: Memoirs of Joseph Grimaldi)
- Eilis Dillon
  - Die schwarzen Füchse. Die Abenteuer der vier Inselkinder mit der Fuchsfamilie, 1967 (Original: A Family of Foxes)
  - Im Schatten des Vesuv, 1980 (Original: The Shadow of Vesuvius)
- O. Henry
  - Geiseln des Momus, 1974 (Original: Hostages to Momus)
  - Die Rose von Dixie, 1974 (Original: The Rose of Dixie)
  - Der Mann über mir, 1974 (Original: The Man Higher Up)
  - Ein verschmähtes Opfer, 1974 (Original: A Sacrifice Hit)
  - Nebel in Santone, 1974 (Original: A Fog in Santone)
- Judith Kerr
  - Als Hitler das rosa Kaninchen stahl, 1973 (Original: When Hitler Stole Pink Rabbit). Otto Maier Verlag, Ravensburg.
  - Warten bis der Frieden kommt, 1975 (Original: The Other Way Round) Otto Maier Verlag, Ravensburg, ISBN 3-473-38753-3.
  - Eine Art Familientreffen, 1979 (Original: A Small Person Far Away)
- Bernard Malamud
  - Der Gehilfe, 1960 (Original: The Assistant)
  - Der Judenvogel, 1971 (Original: The Jewbird)
  - Das sprechende Pferd, 1977 (Original: Talking Horse)
- Zindzi Mandela
  - Schwarz wie ich bin, 1986 (Original: Black as I am)
- Flann O’Brien
  - Das harte Leben, 1966 (aus dem Englischen, engl. Titel: The Hard Life), Suhrkamp Taschenbuch Verlag, Frankfurt am Main 1993, ISBN 3-518-38696-4.
- Tomás Ó Criomhthain
  - Die Boote fahren nicht mehr aus, 1960 (irischer Originaltitel: An tOileánach, engl. Titel: The Islandman)
- James Plunkett
  - Manche, sagt man, sind verdammt
- Jerome David Salinger
  - Kurz vor dem Krieg gegen die Eskimos, 1961 (Original: For Esmé – with Love and Squalor, and Other Stories)
  - Der Fänger im Roggen, 1962 (Original: The Catcher in the Rye)
  - Franny und Zooey, 1963 (Original: Franny and Zooey)
  - Hebt den Dachbalken hoch, Zimmerleute und Seymour wird vorgestellt, 1965 (Original: Raise High the Roof Beam, Carpenters. And Seymour an Introduction)
- George Bernard Shaw
  - Cäsar und Cleopatra 1965 (Original: Caesar and Cleopatra)
  - Mensch und Übermensch, 1972 (Original: Man and Superman)
  - Handbuch des Revolutionärs, 1972 (Original: The Revolutionist's Handbook)
  - Der Kaiser von Amerika, 1973 (Original: The Apple Cart)
  - Mesallianz oder Falsch verbunden (Original: Misalliance)
- John M. Synge
  - Ein wahrer Held, 1960 (Original: The Playboy of the Western World)
  - Unser Schicksal ist die See, 1969 (Original: Riders to the Sea)
- Patrick White
  - Zur Ruhe kam der Baum des Menschen nie, 1957 (Original: The Tree of Man)